# Leccinum insolens
Leccinum insolens — вид базидіомікотових грибів родини болетові (Boletaceae). Це їстівний гриб, що поширений у Північній Америці. Він зустрічається на сході Канади та у США від Скелястих гір до Нью-Джерсі.